# إيزابيل باترسون
كانت إيزابيل باترسون (22 يناير 1886 - 10 يناير 1961) صحفية كندية أمريكية وروائية وفيلسوفة سياسية، وناقدة أدبية وثقافية بارزة. وصفها المؤرخ جيم باول باترسون، بأنها إحدى الأمهات الثلاث المؤسِّسات للحريات الأميركية، إلى جانب روز ويلدر لين وآين راند، اللتين اعترفتا بمهارة باترسون الفكرية. توصلت أهم أعمال باترسون الشهيرة، إله الآلة (1943)، وهي أطروحة عن الفلسفة السياسية، والاقتصاد، والتاريخ، إلى استنتاجات عديدة وتبنت اعتقادات يُنسب إليها العديد من الليبراليين، باعتبارها أساسًا لفلسفتهم. يعتقد كاتب سيرتها ستيفن كوكس (2004) أن باترسون هي «السلف الأول لليبرتارية كما نعرفها اليوم».  كتبت راند في رسالة من عام 1943، أن «إله الآلة هو مستند يمكن أن ينقذ العالم حرفيًا... يفعل إله الآلة للرأسمالية، ما يفعله داس كابيتال (كتاب رأس المال الألماني) بالنسبة للشيوعية وما فعله الإنجيل من أجل المسيحية.»

## حياتها
ولدت إيزابيل ماري بولر في جزيرة مانيتولين الريفية بأونتاريو، وانتقلت مع أسرتها عندما كانت صغيرة جدًا إلى غرب كندا. نشأت إيزابيل في مزرعة أبقار في ألبرتا. كانت عائلة باترسون فقيرة للغاية وكان لديها ثمانية أشقاء. كانت قارئة شرهة، مهتمة بتعليم نفسها ذاتيًا إلى حد كبير، وكانت قد درست في مدارس عامة لفترة وجيزة وغير رسمية خلال هذه السنوات: حوالي ثلاث سنوات في إحدى المدارس الريفية، من سن 11 إلى 14 عامًا. في أواخر سنوات مراهقتها، غادرت إيزابيل المزرعة متوجهة إلى مدينة كالجاري، حيث تولت وظيفة كتابية في السكة الحديدية الكندية في منطقة المحيط الهادئ. عندما كانت مراهقة، عملت نادلة ومصممة أفلام ومُحاسبة، وعملت في مرحلة ما، في منصب مساعد لرئيس الوزراء الكندي المستقبلي، ريتشارد بينيت. من المحتمل أن يكون  الشباب المفعم بداخل باترسون هو ما دفعها إلى إيلاء أهمية كبيرة «للمبتدئين» المنتجين. على الرغم من فصاحة لسانها ووضوحها وثقافتها، إلا أن باترسون، تلقت  تعليما رسميا محدودا للغاية، وهي تجربة تشاركتها مع روز ويلدر لين، التي كانت أيضًا صديقة ومراسلة لباترسون لسنوات عديدة. في سن ال 24 وتحديدا في عام 1910،  تزوجت إيزابيل من الكندي كينيث ب. باترسون لفترة قصيرة المدى، إذ لم يكن زواجا سعيدًا. انفصل الزوجان في عام 1918. خلال هذه السنوات، في غارة جنوب الحدود، تحصلت باترسون على عمل مع إحدى الصحف، وهي صحيفة إينلاند هيرالد في سبوكان، واشنطن. في البداية كانت تعمل في قسم الأعمال التجارية في الصحيفة، لكنها انتقلت لاحقًا إلى قسم التحرير. هناك بدأت مسيرتها الصحفية. كان منصبها التالي في إحدى الصحف في فانكوفر، كولومبيا البريطانية، حيث كتبت مراجعات ونقد للمسرحيات والدراما لمدة عامين.

### إيزابيل الكاتبة وإيزابيل الناقدة
بدأت باترسون في عام 1914، في تقديم أول روايتين لها، وهما «عش غراب العقعق» و «ظل الركاب»، للناشرين، لكنها لم تنال نجاحا كبيرا. لم يكن حتى عام 1916، لتُقبل روايتها الثانية «ظل الركاب» وتُنشر من قبل شركة جون لين، التي نشرت أيضًا «عش غراب العقعق» في العام التالي في عام 1917. بعد الحرب العالمية الأولى، انتقلت إيزابيل إلى مدينة نيويورك، حيث عملت لصالح النحات جوتزون بورغلوم. كان هذا الأخير يصنع تماثيلا لكاتدرائية القديس يوحنا الإلهي، وينحت في وقت لاحق النصب التذكارية في جبل رشمور.
كما عملت باترسون في منصب كاتبة ل«العالم» و«الأمريكي» في نيويورك. أصبحت باترسون في عام 1921، مساعدًا لبورتون راسكو، المحرر الأدبي الجديد لصحيفة نيويورك تريبيون، وفيما بعد لفينيويورك هيرالد تريبيون. على مدار 25 عامًا، من 1924 إلى 1949، كتبت باترسون عمودًا لقسم «الكتب» في هيرالد تريبيون. أصبحت باترسون واحدة من أكثر النقاد الأدبيين تأثيرا في عصرها. غطت إيزابيل فترة من التوسع الكبير في العالم الأدبي للولايات المتحدة، مع صعود أعمال جديدة من قبل الجيل الصاعد أمثال إرنست همنغواي، فرنسيس سكوت فيتسجيرالد وآخرين. بالإضافة إلى الأميركيين الأفارقة من عصر نهضة هارلم، وكذلك الجيل الأمريكي الأول من العظماء الذين كانوا مهاجرين أوروبيين.
وشملت مجموعة  أصدقائها خلال هذه الفترة، الفكاهي الشهير ويل كوبي.  في عام 1928 أصبحت إيزابيل مواطنة أمريكية، عن عمر يناهز 42 عامًا. كانت سيئة السمعة لإظهارها خفة دمها في كتاباتها وعمودها الخاص، وطعنها في نشاط تربية الأبقار المقدسة، كما أوضحت لأول مرة أيضًا العديد من الأفكار السياسية التي وُضحت في شكلها النهائي في روايتها إله الآلة. لقد تُنبئ بأفكارها، خاصة فيما يتعلق بالتجارة الحرة، وذلك في رواياتها التاريخية في العشرينيات والثلاثينيات من القرن الماضي. عارضت باترسون معظم ما نص به البرنامج الاقتصادي المعروف باسم الصفقة الجديدة، والذي وضعه الرئيس الأمريكي فرانكلين روزفلت حيز التنفيذ خلال فترة الكساد الكبير. ودعت إلى مشاركة أقل للحكومة في كل من القضايا الاجتماعية والمالية. إلى جانب روز ويلدر لين وزورا نيل هيرستون، انتقدت باترسون سياسة روزفلت الخارجية وكتبت أعمدة طوال الثلاثينيات، داعمة الحرية ومتجنبة التشابك الأجنبي.

### باترسون وآين راند
بحلول أواخر الثلاثينيات من القرن الماضي، قادت باترسون مجموعة من الكتاب الشباب، وكان كثير منهم من موظفي هيرالد تريبيون، الذين تبادلوا وجهات نظرها.  كان أحدهم مراسلا مستقبليا لمجلة تايم وآخر، رئيس تحرير المجلة، سام ويلز (صموئيل غاردنر ويلز). كانت الشابة آين راند من ضمن هؤلاء الشباب أيضا. من خلال مناقشاتهم العديدة، يُنسب إلى باترسون،  إضافة معلومات إلى معرفة راند بالتاريخ والحكومة الأمريكية.
ساهمت راند بأفكار في كتابة إله الآلة. وثقت باترسون أن أخلاقيات راند كانت مساهمة فريدة من نوعها، إذ كتبت إلى راند في الأربعينيات من القرن الماضي، «ما زلتي لا تعرفين نفسك وأن فكرتك جديدة. إنها ليست أفكار نيتشه أو ماكس ستيرنر... إن الأنا المفترض لديهم،  يتكون من دوامة كلمات - مفهومك عن الأنا هو كيان، شخص، كائن حي يعمل في واقع ملموس.» روجت باترسون وراند لكتب بعضهما البعض وأجرا مراسلات مكثفة على مر السنين، والتي غالبا ما تطرقت إلى الدين والفلسفة. كانت راند ملحدة، منتقدة محاولات باترسون التي آمنت بوجود إله (ربوبية)، لربط الرأسمالية بالدين.
تعتقد راند أن الاثنين غير متوافقين، وقد تجادل الاثنان كثيرا. انتهت مراسلاتهم بعد تشاجرهم في عام 1948. أثناء زيارة إلى راند في منزلها في كاليفورنيا، أدت تصريحات باترسون عن الكاتب موري ريسكيند وسلوكها الوقح تجاه رجل الأعمال ويليام سي. موليندور، وضيوف راند الآخرين، إلى خيبة أمل راند مع «بات». بطريقة مماثلة، انفصلت باترسون في عام 1946، مع صديقة أخرى وحليفة سياسية، وهي روز ويلدر لين. دليلا على المغزى السياسي للعصر، نُشرت رواية إله الآلة  في نفس العام الذي نُشرت فيه رواية راند المنبع ورواية روز وايلدر، اكتشاف الحرية. كتب الكاتب ألبرت جاي نوك، أن كتب لينز وباترسون غير الخيالية هي «الكتب الواضحة الوحيدة عن الفلسفة الفردية التي كُتبت في أمريكا هذا القرن». لقد أظهرت المرأتان للعالم الذكوري في هذه الفترة، كيف يفكران بشكل أساسي ... لا يتخبطان ويتلعثمان –كل طلقة تذهب مباشرة إلى المركز. ينسب الصحفي جون تشامبرلين إلى باترسون ولين وراند «تحويله» الأخير من الاشتراكية إلى ما أسماه «فلسفة أمريكية قديمة» للأفكار التحررية والمحافظة. يعتبر جيم باول، زميل أقدم في معهد كاتو، باترسون، لين، وراند، أهم ثلاث نساء في الليبرالية الأمريكية الحديثة.